# Pirkei Avot
Pirkei Avot (en hebreo: פרקי אבות) es un tratado del orden de Neziqín de la Mishná y el Talmud, que se traduce como "el tratado de los padres", es una recopilación de las enseñanzas éticas de los rabinos del período de la Mishná. Por sus contenidos se conoce también como "Ética de los Padres". Las enseñanzas de Pirkei Avot aparecen en el penúltimo tratado del orden de Nezikín de la Mishná y el Talmud. El Pirkei Avot es el único tratado que trata sólo sobre principios éticos y morales, en el tratado hay muy poca o ninguna mención de la ley religiosa.

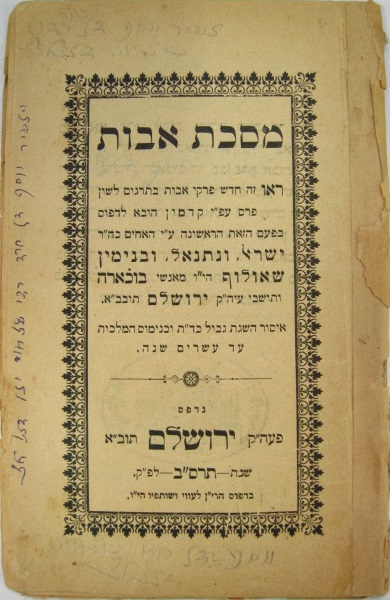
Pirkei Avot

## Traducción del título
En el sentido talmúdico, la palabra avot, que significa padres, se refiere a categorías principales o fundamentales. Así, los principios fundamentales que prohíben el trabajo en el día del Sabbat se llaman avot melacha. Perakim, o en su forma conjuntiva pirkei, significa capítulos. Por lo que Pirkei Avot significa Capítulos de los Principios Fundamentales. Así también el título hace alusión al objetivo de aprender de las conductas y actitudes de nuestros padres y maestros, y seguir en su correcto camino.
El reconocimiento de las máximas éticas como Principios Fundamentales puede derivar de la alta consideración en la que la Torah y el Talmud tienen a tal sabiduría. Ama al prójimo como a ti mismo dice la Biblia (Levítico 19,18), un mandato que Akiva ben Joseph en el Génesis Rabbah 24,7 considera un importante principio de la Torah. En Shabbos 31.ª, Hillel dice "Eso que es malo para ti, no se lo hagas a tu amigo: Esto es toda la Torah, el resto es comentario, ve ahora y apréndelo." La atribución de los libros de la Sabiduría Bíblica al Rey Salomón muestra también la gran importancia que los judíos de este período conferían a la transmisión del modo de vida ético.

## Estructura de la obra
El tratado se compone de seis capítulos. Comienza con una orden de transmisión de la Tradición Oral: Moisés recibe la Torah en el Monte Sinaí y luego la transmite a través de varias generaciones hasta que finalmente llega a la Gran Asamblea, es decir, a los Rabinos (Avot 1,1). En él se conservan las palabras atribuidas a Simón el Justo, en el 200 a. C., hasta Judah haNasi , en el año 200 d. C., redactor de la Mishná. Estos capítulos tratan sobre la recta conducta ética y social, al igual que de la importancia del estudio de la Torah.
Los dos primeros capítulos se desarrollan en orden cronológico, centrándose el segundo en los discípulos de Yochanan Ben Zakkai. Los capítulos tres y cuatro contienen varios dichos atribuidos sin ningún orden aparente. El capítulo cinco consiste en un conjunto de dichos anónimos estructurados en series numéricas, muchas de ellas sin ninguna conexión con la ética. Los últimos cuatro párrafos de este capítulo vuelven al formato de los aforismos morales atribuidos a rabinos concretos.
Para el uso litúrgico y en la mayor parte de las ediciones impresas del Avot, se incluye un sexto capítulo, Kinyan Torah, dedicado a la Adquisición de la Torah. Se añade porque su contenido y estilo son similares al tratado original de Avot, aunque se centre más en el estudio de la Torah que en el comportamiento ético, y para que se pueda recitar el Sabbat, cuando se celebre la entrega de la Torah.

## Principios éticos
El número de comentarios escritos en el Pirkei Avot demuestra que contiene mucho más contenido y estructura de la que puede ser resumida, pero aquí se recogen algunos de los principios éticos generales que se encuentran en el obra: 
- Muestra bondad a los demás.
- Respeta al otro.
- Respétate a ti mismo.
- Respeta a Dios.
- Busca la paz.
- Sé prudente.
- Sé humilde.
- Combina el estudio de la Torah con el trabajo.
- Ten cuidado con lo que dices.
- No busques recompensas.
- No te apresures en juzgar a alguien.
- Sé justo y toma decisiones en consecuencia.
- El tiempo de actuar es ahora.
- El castigo iguala al pecado.
- Busca un temperamento constante.

- Datos: Q740699
- Multimedia: Pirkei Avot / Q740699